# Абрамов, Борис Александрович
Борис Александрович Абрамов (1922—1994) — советский учёный-германист и педагог, кандидат филологических наук, доцент.
Основатель научной школы «Функциональное исследование языковых единиц». Автор многих работ, включая учебные пособия.

## Биография
Родился 12 мая 1922 года в Ленинградской области.
В РККА был призван в октябре 1940 года, участник Великой Отечественной войны; участвовал в обороне Брестской крепости, из-за тяжёлого ранения под городом Кобрин Брестской области попал в немецкий плен. Находился в фашистском концлагере Маутхаузен.
В 1945 году поступил в Московский государственный институт иностранных языков (ныне — Московский государственный лингвистический университет), который окончил с отличием в 1949 году. По окончании вуза работал в Московском инженерно-строительном институте имени В. В. Куйбышева (МИСИ, ныне Московский государственный строительный университет), где до 1974 года заведовал кафедрой иностранных языков. В 1968 году защитил кандидатскую диссертацию на тему «Синтаксические потенции глагола (Опыт синтаксического описания глаголов современного немецкого языка как системы)».
С 1974 и до конца жизни заведовал кафедрой грамматики и истории немецкого языка в МГПИ имени В. И. Ленина (ныне Московский педагогический государственный университет), где читал курсы лекций по теоретической грамматике немецкого языка и сравнительной типологии немецкого и русского языков студентам и аспирантам. Под его руководством было защищено 40 кандидатских и 6 докторских диссертаций.
Был награждён медалями «За отвагу», «За доблестный труд в Великой Отечественной войне 1941—1945 гг.», «За победу над Германией в Великой Отечественной войне 1941—1945 гг.», «За доблестный труд. В ознаменовании 100-летия со дня рождения В. И. Ленина», «Ветеран труда» и другими.
Умер в 1994 году в Москве.

### Личная жизнь
Б. А. Абрамов был женат на Наталии Николаевне Семенюк, также учёной, докторе филологических наук, которая после смерти Абрамова издала его труды, включая книгу «Воспоминание о плене», где Абрамов рассказал о содержании в фашистском концлагере Маутхаузен (вышла в издательстве «Логос» в 2020 году). В послевоенные годы Абрамов был членом Международного антифашистского комитета, вице-президентом группы, организовавшей сопротивление в концлагере Маутхаузен. В советское время дважды бывал по приглашению правительства Австрии в Маутхаузене на встрече с бывшими узниками концлагеря из разных стран.